# Jakob Millet
Jakob (Jacques) Millet (* 20. August 1799 in Paris; † 26. November 1860 in Darmstadt) war ein hessischer Staatsprokurator, Politiker und Abgeordneter der 2. Kammer der Landstände des Großherzogtums Hessen.
Jakob Millet war der Sohn des Kaufmanns Jacques Louis Pierre Millet und dessen Ehefrau Elise, geborene Edelin. Millet, der katholischen Glaubens war, heiratete 1828 Agnesia Susanne geborene Eisenberg (1809–1875). 1836 bis 1859 war er Staatsprokurator beim Kreisgericht Alzey.
Von 1856 bis 1859 gehörte er der Zweiten Kammer der Landstände an. Er wurde für den Wahlbezirk der Stadt Worms gewählt.